# 伊茨格伦德
伊茨格伦德是德国巴伐利亚州的一个市镇。总面积33.08平方公里，总人口2344人，其中男性1153人，女性1191人（2011年12月31日），人口密度71人/平方公里。

## 照片库

伊茨格伦德 - Itzgrund
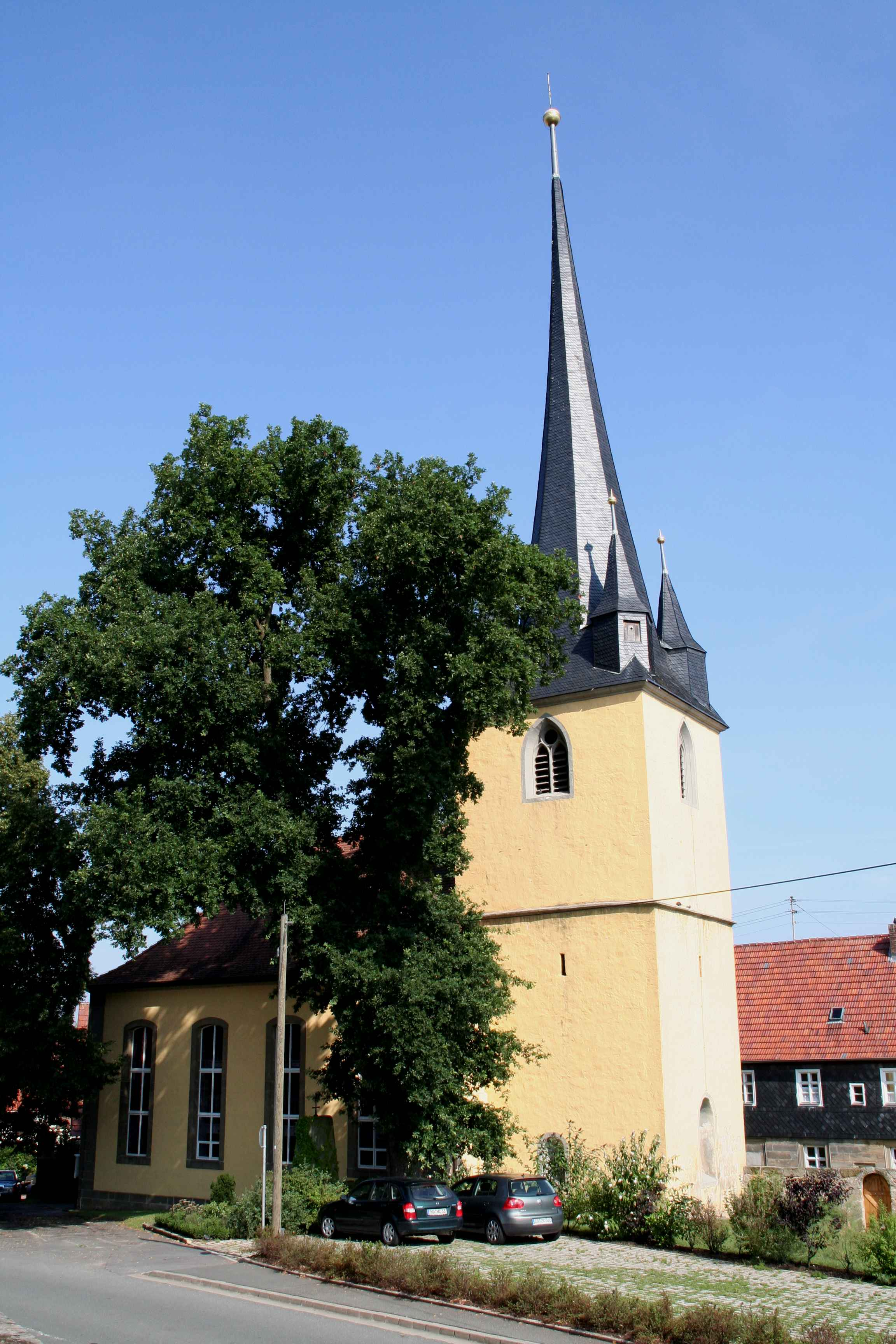
Gleußen
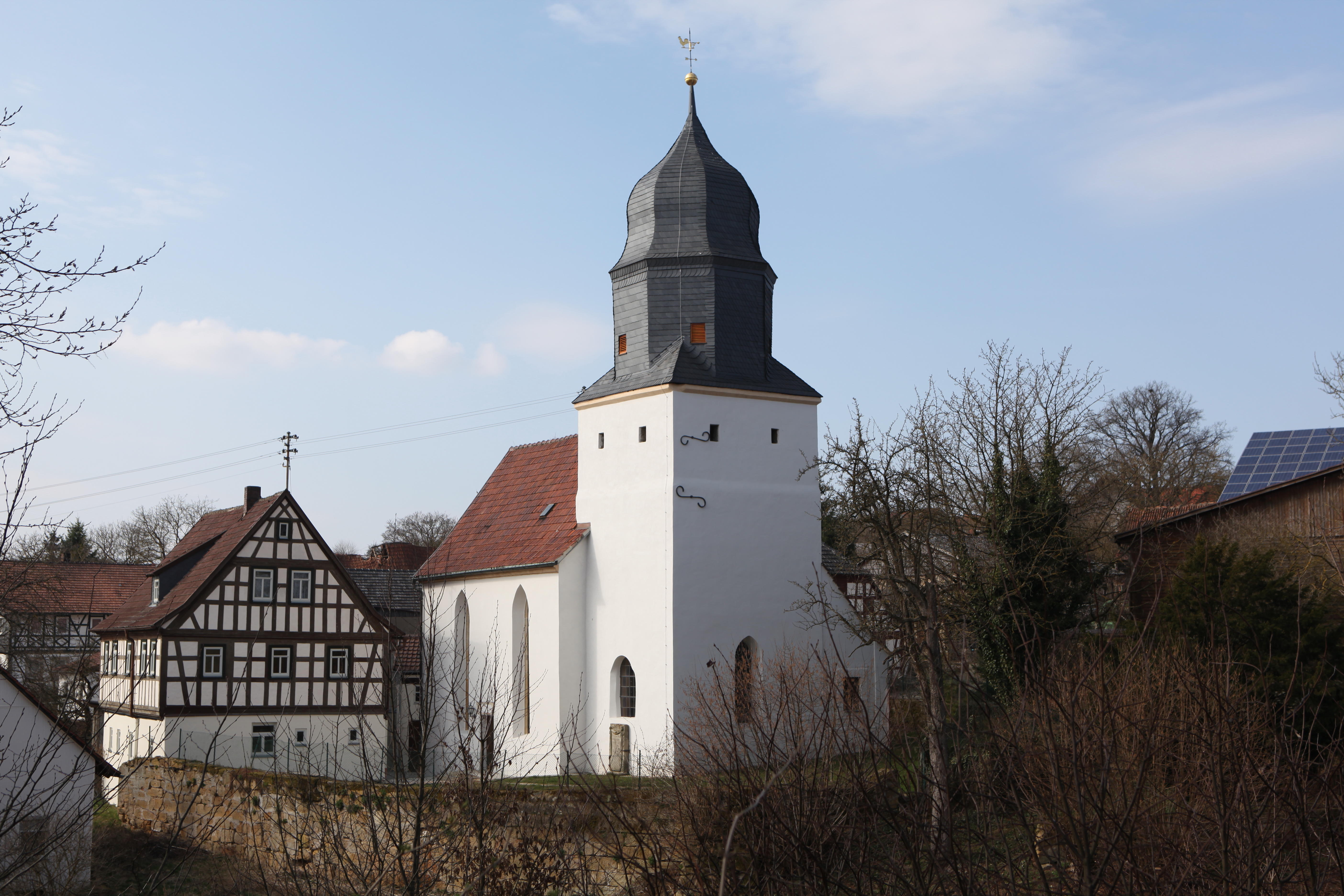
Herreth
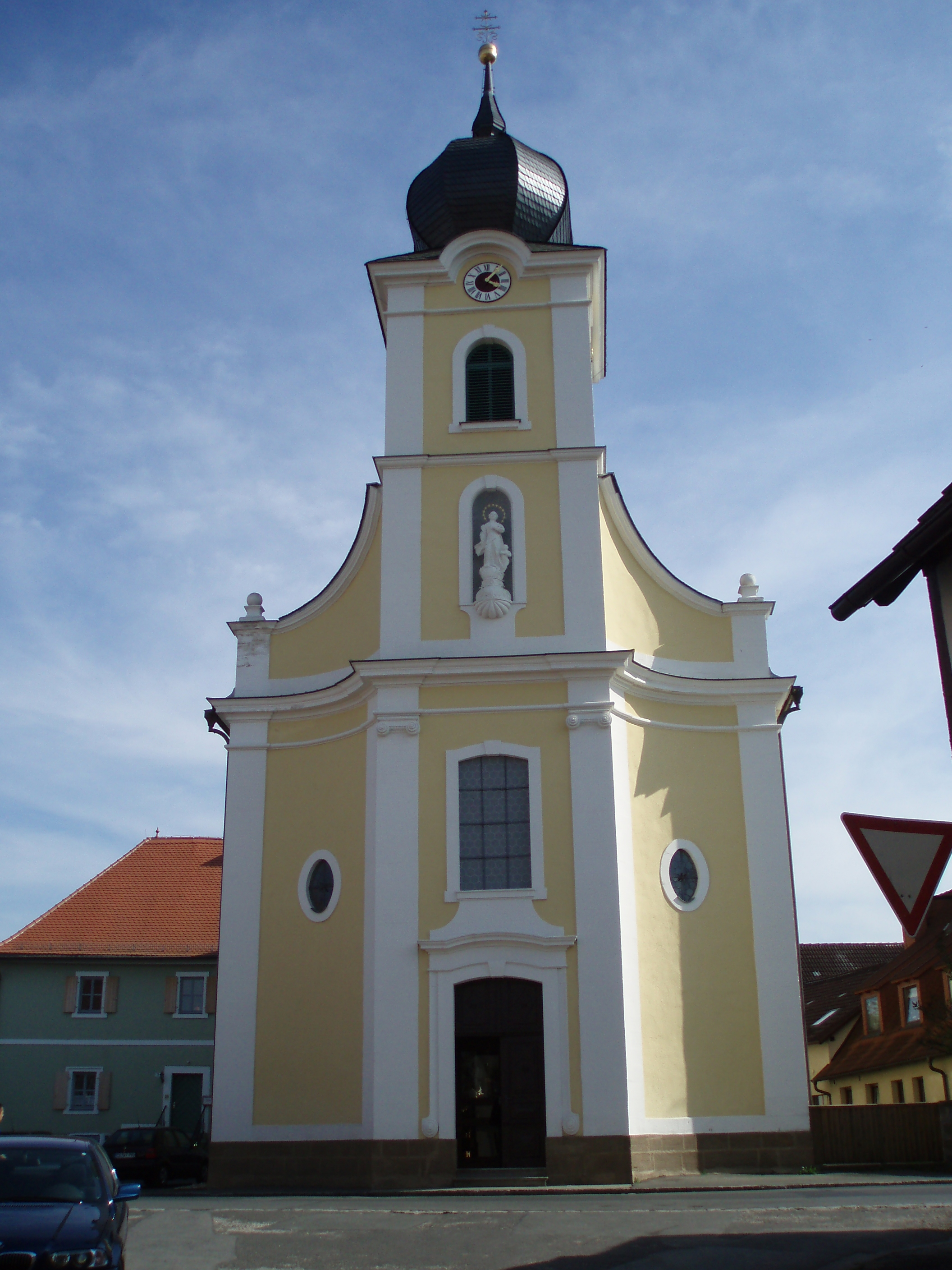
Kaltenbrunn
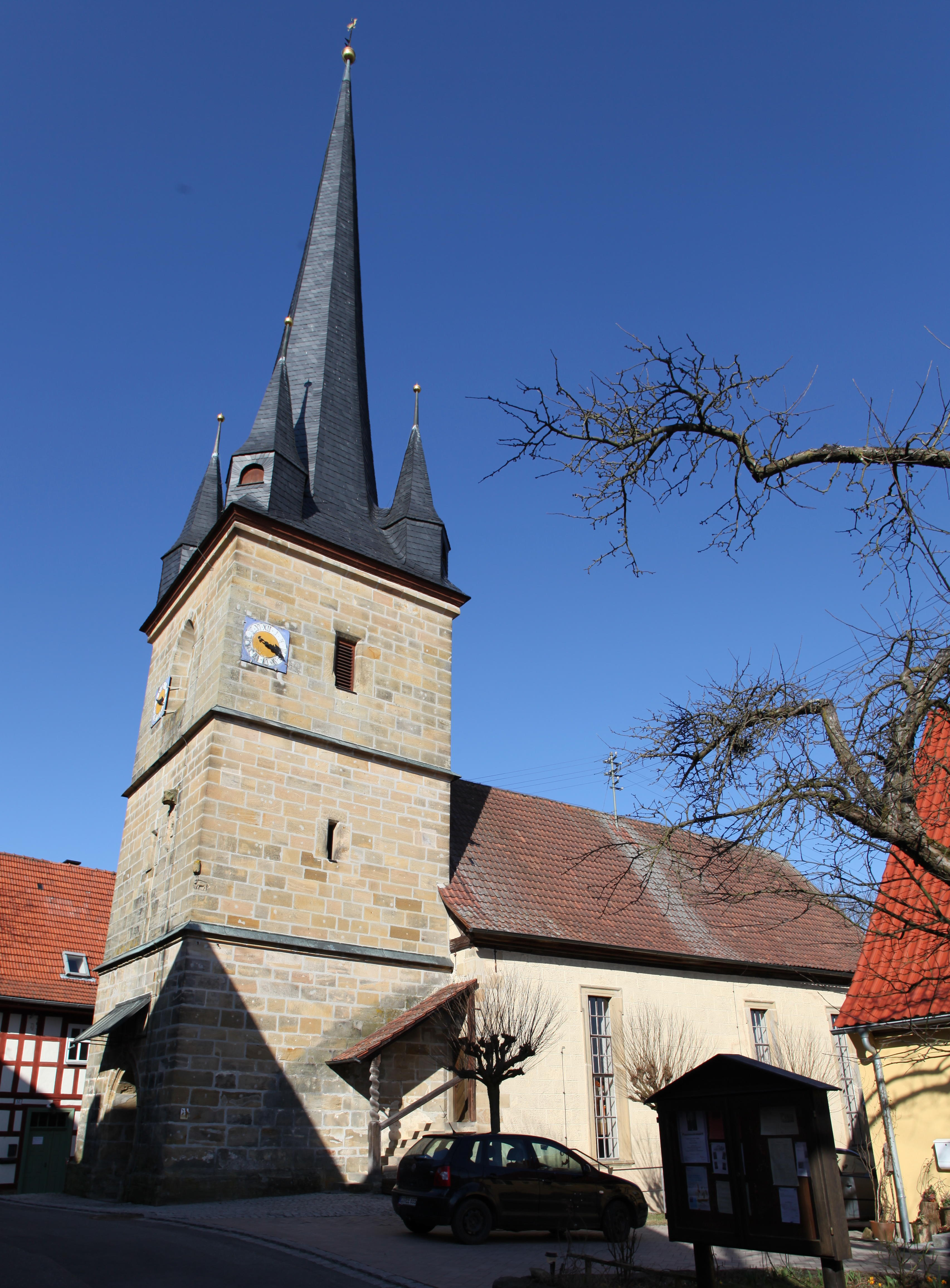
Schottenstein
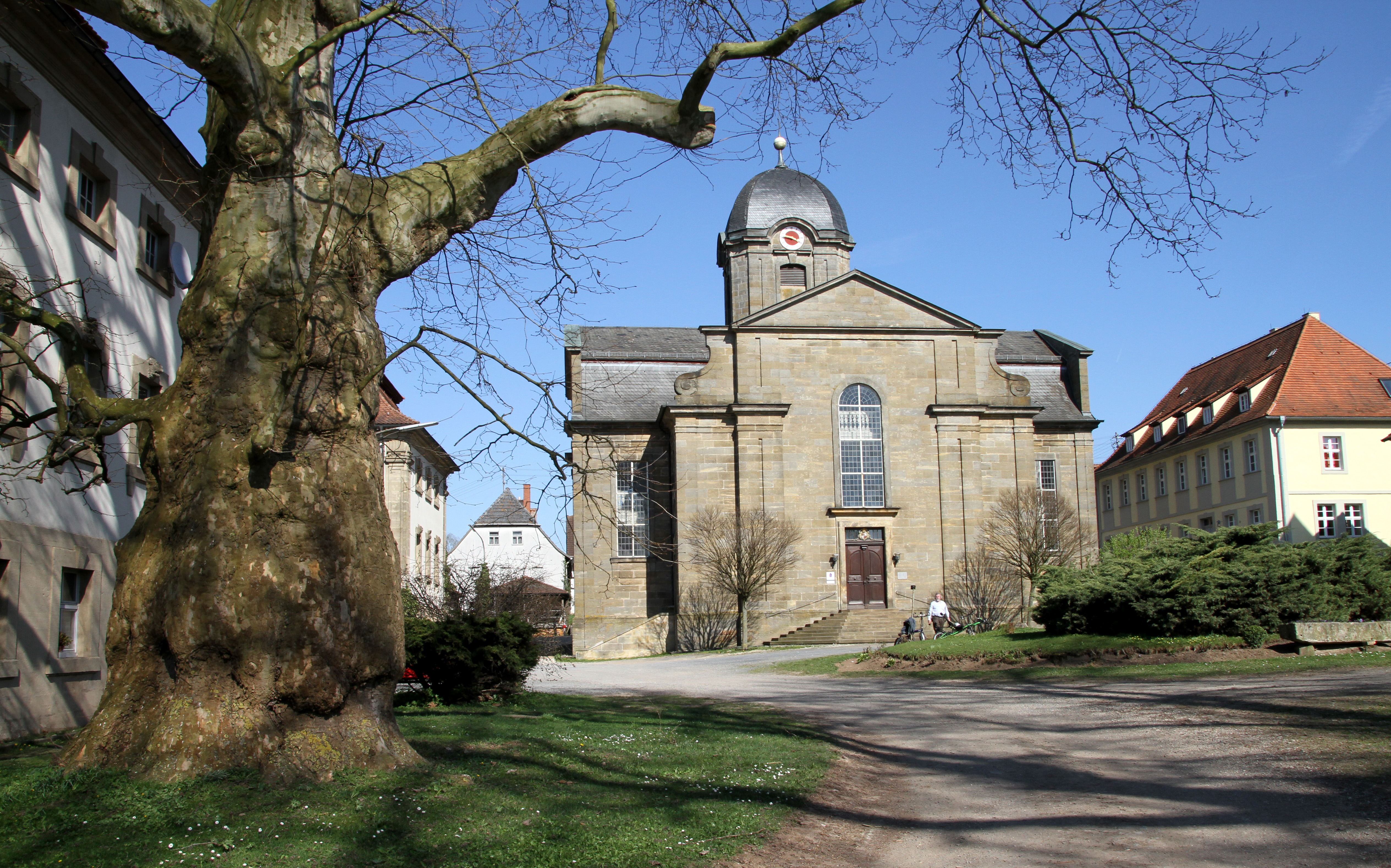
Lahm
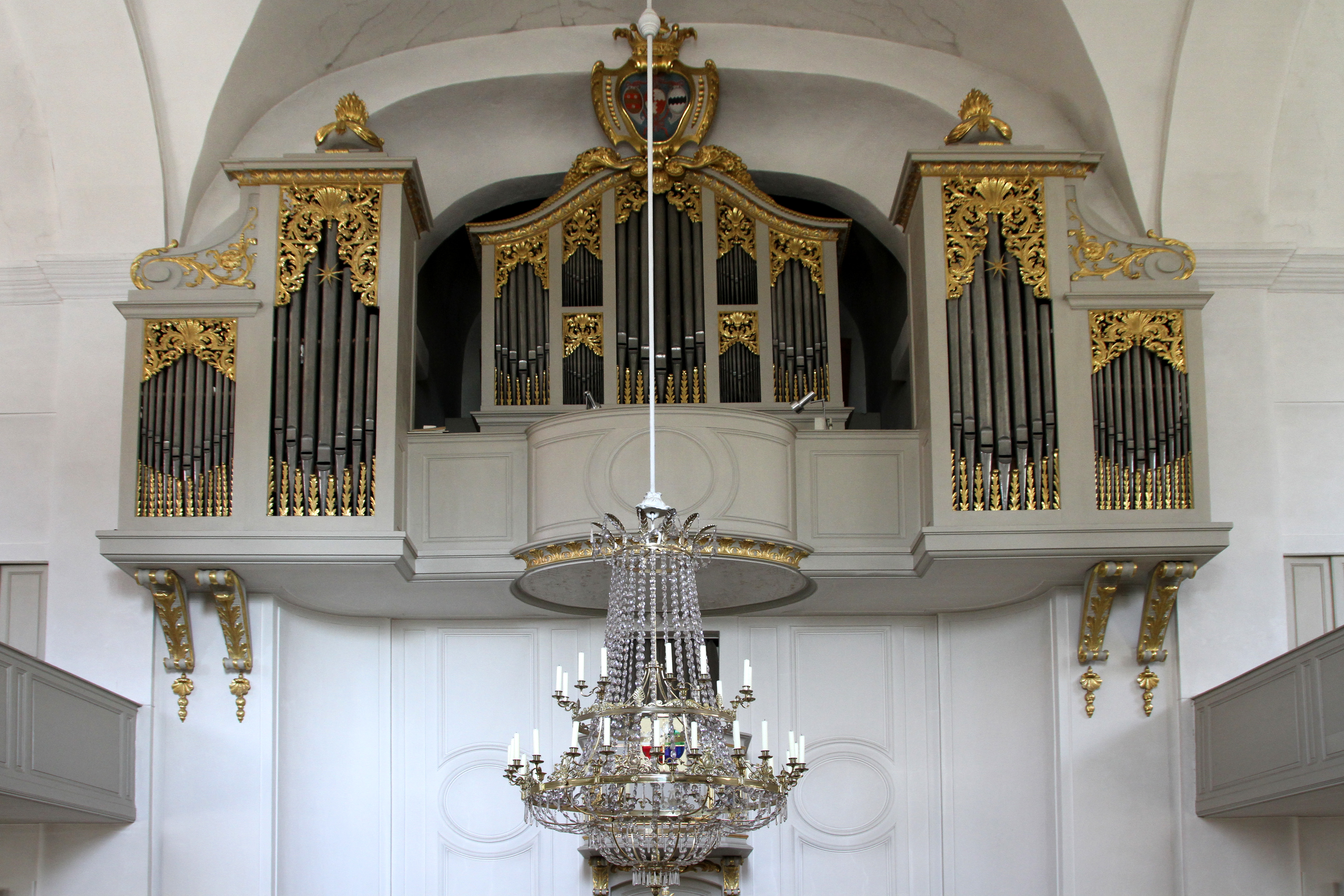
Lahm
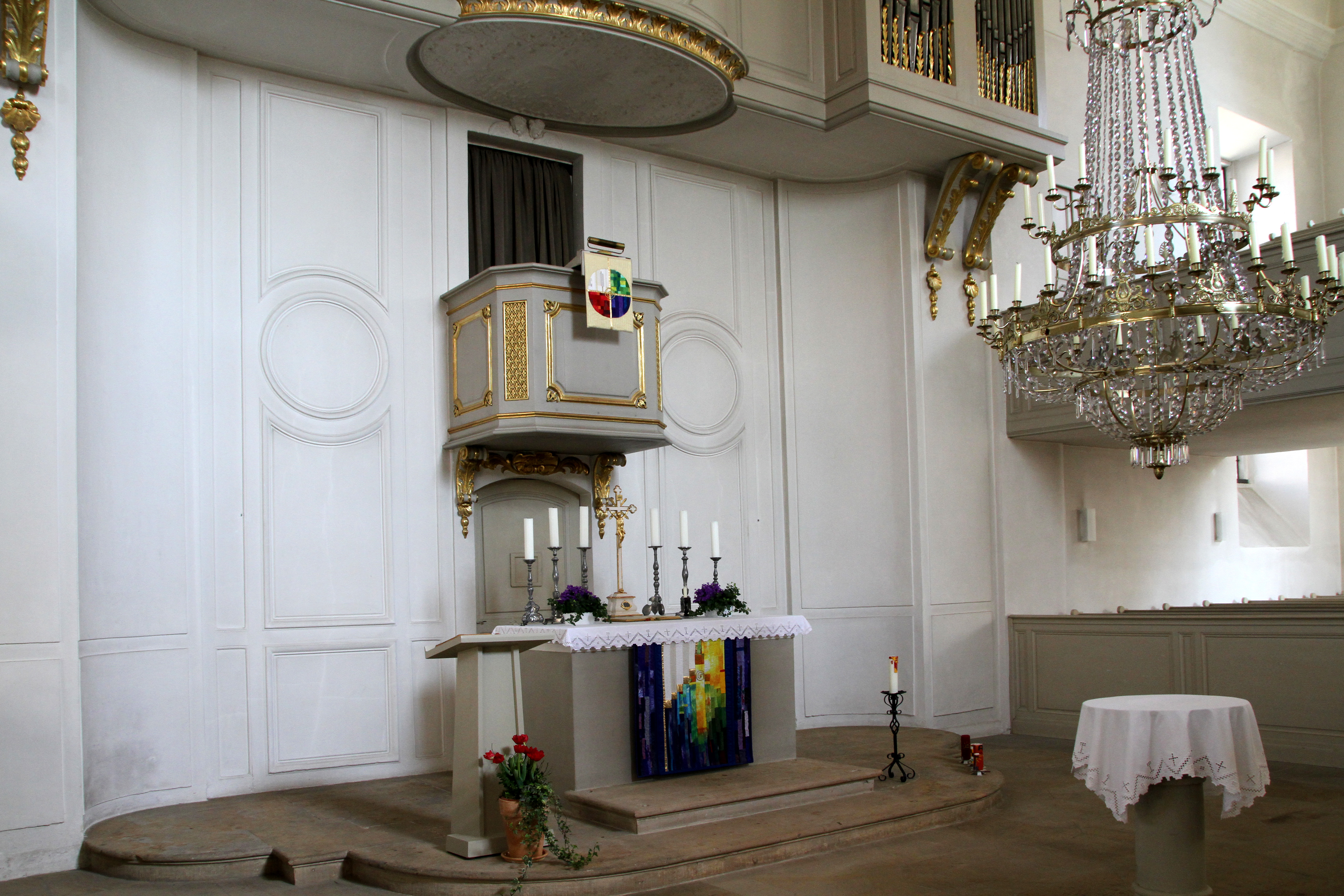
Lahm
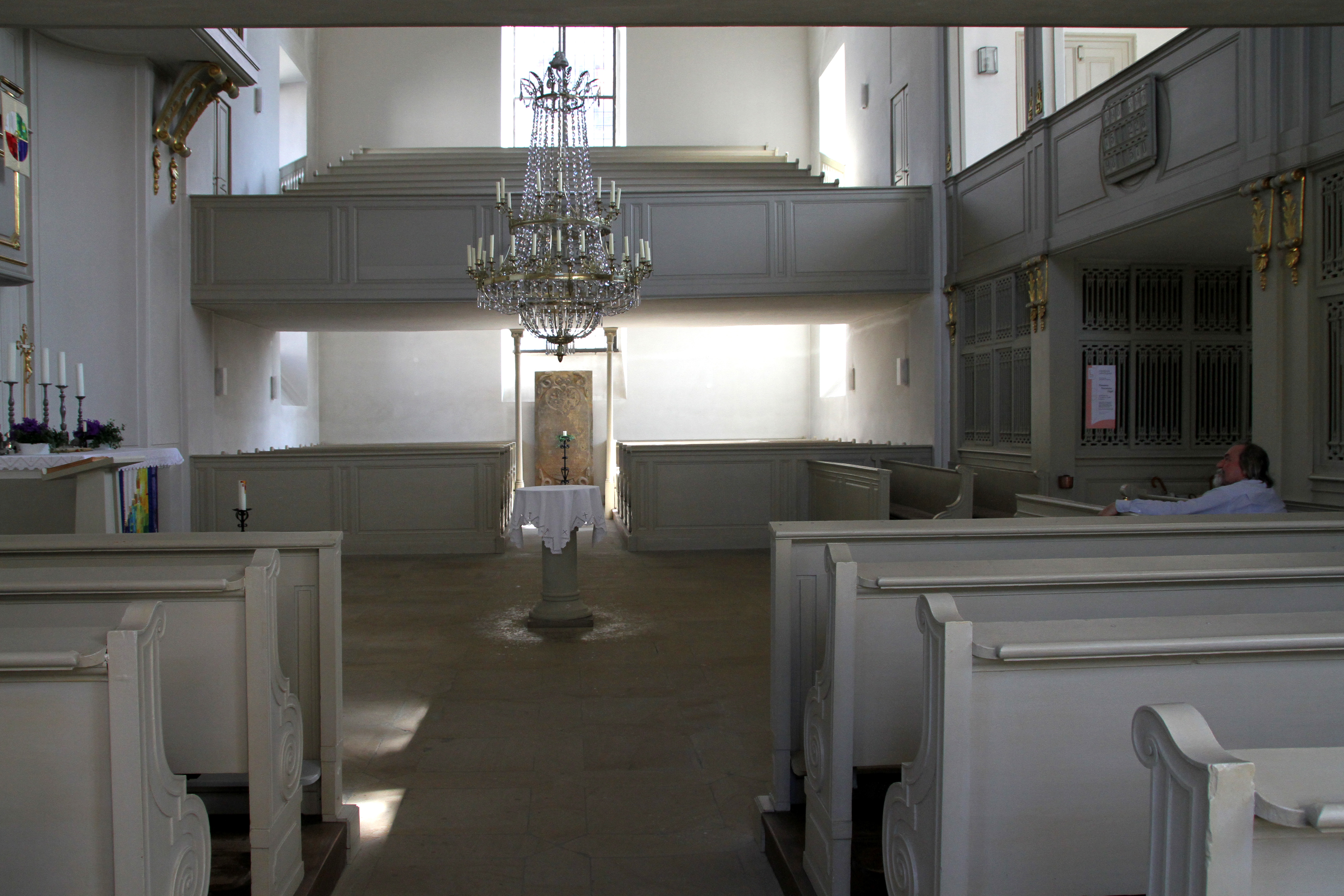
Lahm